# Maigret e il sergente maggiore
Maigret e il sergente maggiore (titolo originale Les Caves du Majestic), tradotto ora col titolo I sotterranei del Majestic, è un romanzo poliziesco di Georges Simenon, con protagonista il Commissario Maigret. Scritto a Nieul-sur-Mer nel dicembre del 1939, fu pubblicato in Francia dapprima come feuilleton sulla rivista Marianne, nel 1940, e in libro il 15 ottobre 1942, all'interno della raccolta Maigret revient... (contenente inoltre Un'ombra su Maigret e Maigret e la casa del giudice), con la quale la serie del commissario passava alla casa editrice Gallimard.
Ventesimo romanzo dedicato al celebre commissario, è ambientato a Parigi e, in piccola parte, a Cannes. Simenon torna a scrivere un romanzo con protagonista Maigret dopo cinque anni: l'ultimo romanzo da lui scritto era infatti Maigret, del 1934. A detta dei critici un ritorno in grande stile, il ritmo della narrazione e la suspense sono sapientemente coordinati, come ben caratterizzati i personaggi che si muovono all'interno di una messinscena tra le più convincenti. L'autore sceglie come ambientazione un hotel, lo stesso già utilizzato per Pietro il Lettone, primo romanzo con protagonista Maigret. Anche se allora (alla fine anni Trenta) esisteva effettivamente un Hôtel Majestic, al 19 di avenue Kléber (nel XVI arrondissement, nelle vicinanze dell'Arco di Trionfo), Simenon immagina che l'azione si svolga in realtà all'Hôtel Claridge, al 74 di avenue des Champs-Élysées (nell'VIII), semplicemente cambiandone il nome in "Majestic". Il luogo dell'Hôtel Claridge è confermato proprio dalla descrizione delle vie prossime all'hotel stesso.

## Trama

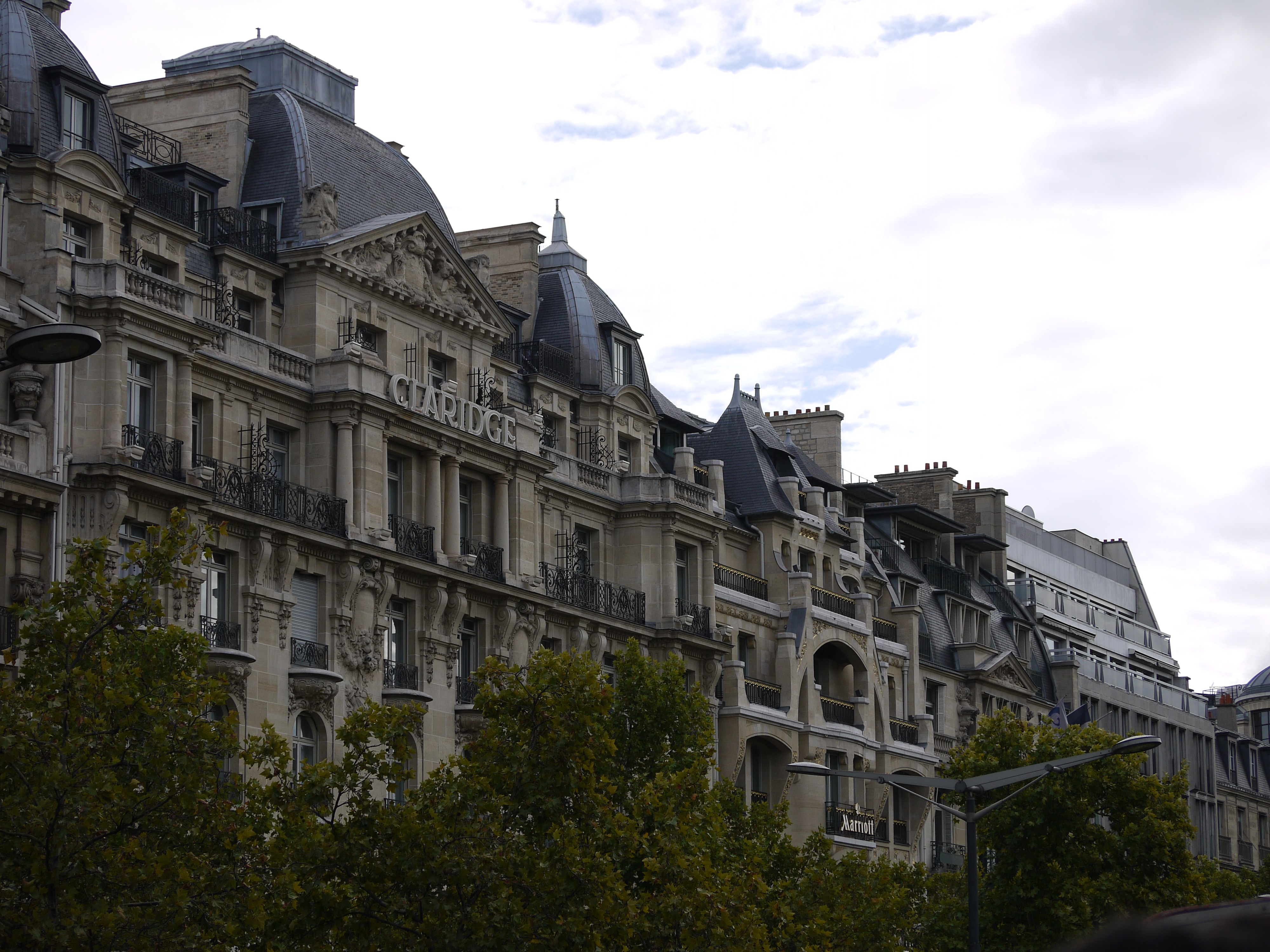
L'Hôtel Claridge a Parigi, Avenue des Champs-Élysées. Questo hotel ha ispirato Simenon nella scrittura del romanzo.

Una donna viene trovata strangolata nei sotterranei dell'hotel. È una signora francese ma sposata ad un ricco americano e con la sua famiglia risiede nell'albergo. Il giorno seguente viene trovato morto sempre nei sotterranei anche il portiere notturno dell'hotel. Il barista che ha ritrovato il cadavere, tale Prosper Donge, è sospettato di aver commesso il reato e viene arrestato su ordine del giudice istruttore.
Maigret, non convinto della sua colpevolezza, indaga su tutto il personale che lavora nella struttura e sugli ospiti dell'albergo. L'indagine rivela che tra la donna morta e Prosper Donge c'è stata in passato una relazione dalla quale è nato un bambino, ritenuto però da tutti figlio del marito americano. Ricostruendo varie storie del passato di alcuni dipendenti dell'albergo Maigret riesce a scoprire il colpevole nella persona di Jean Ramuel, un contabile dell'albergo, e lo arresta mentre questi sta progettando la fuga all'estero. Jean Ramuel ricattava la donna spacciandosi per Prosper Donge e l'ha uccisa per evitare che incontrasse nuovamente il suo vecchio amante. Il portiere di notte avendo assistito all'omicidio è stato anche lui ucciso dal medesimo assassino.

## Adattamenti

### Film
Les caves du Majestic, del 1945, per la regia di Richard Pottier, con Albert Préjean nel ruolo di Maigret. Il film non è mai stato distribuito in Italia.

### Televisione
- Episodio dal titolo The Cellars of the Majestic, facente parte della serie televisiva Maigret per la regia di Eric Tayler, trasmesso per la prima volta sulla BBC il 22 ottobre 1963, con Rupert Davies nel ruolo del commissario Maigret.
- Episodio dal titolo Les caves du Majestic, facente parte della serie televisiva Les enquêtes du commissaire Maigret per la regia di Maurice Frydland, trasmesso per la prima volta su Antenne 2 nel 1987, con Jean Richard nel ruolo del commissario Maigret.
- Episodio dal titolo Maigret et les caves du Majestic, facente parte della serie televisiva Il commissario Maigret per la regia di Claude Goretta, trasmesso per la prima volta il 22 gennaio 1993, con Bruno Cremer nel ruolo del commissario Maigret. In Italia l'episodio è stato trasmesso nel 1995 col titolo Omicidio al Majestic.
- Episodio dal titolo Maigret and the Hotel Majestic, facente parte della serie televisiva britannica Maigret per la regia di Nick Renton, trasmesso per la prima volta il 21 marzo 1993, con Michael Gambon nel ruolo del commissario Maigret.

## Edizioni italiane
- I sotterranei del Majestic, traduzione di Maria Napolitano Martone, a puntate dal 1º dicembre 1949 al 16 marzo 1950 sulla rivista "Settimo giorno".
- Maigret e il sergente maggiore, traduzione di Roberto Cantini, Collana Il girasole. Biblioteca Economica Mondadori n.143, Milano, Mondadori, 1960.[4] - Collana Le inchieste del commissario Maigret n.15, Mondadori, 1966; Collana Oscar n.439, Mondadori, 1973.
- Maigret e il sergente maggiore, traduzione di Emanuela Fubini, Collana Oscar Gialli n.207, Milano, Mondadori, 1990.[5]
- I sotterranei del Majestic, traduzione di Eliana Vicari Fabris, Collana gli Adelphi. Le inchieste di Maigret n.140, Milano, Adelphi, 1998,  pp. 149, ISBN 978-88-459-1419-5.
- in  I Maigret 4, Collana I Maigret, Milano, Adelphi, 2014, ISBN 978-88-459-2904-5. - nuova ed., Adelphi, 2019, ISBN 978-88-459-3376-9.